# 고니속
고니류 또는 백조류는 오리과에 속하는 새 가운데 일부의 총칭이다. 거위, 기러기와 함께 기러기아과에 속한다.
고니는 보통 짝과 함께 평생을 사는데, 둥지를 짓는 것이 실패했을 때 '이혼'을 하는 경우도 가끔 있다. 알은 개체와 종마다 차이가 있으나 3-8개 정도 낳는다.
북반구의 고니는 흰색이나 남반구에는 검은색을 띠는 경향이 있다. 오스트레일리아의 흑고니는 날개 부분을 빼고는 털이 모두 검고 남아메리카의 검은머리고니는 머리와 목이 검은색이다.

## 종
- 고니속(Cygnus)
  - 검은목고니(Cygnus melanocoryphus)
  - 고니(Cygnus columbianus)
  - 큰고니(Cygnus cygnus)
  - 혹고니(Cygnus olor)
  - 나팔고니 (Cygnus buccinator)
  - 흑고니(Cygnus atratus)
- 코스코로바고니속
  - 코스코로바고니(Coscoroba coscoroba)

## 문화 및 기타, 국내 현황

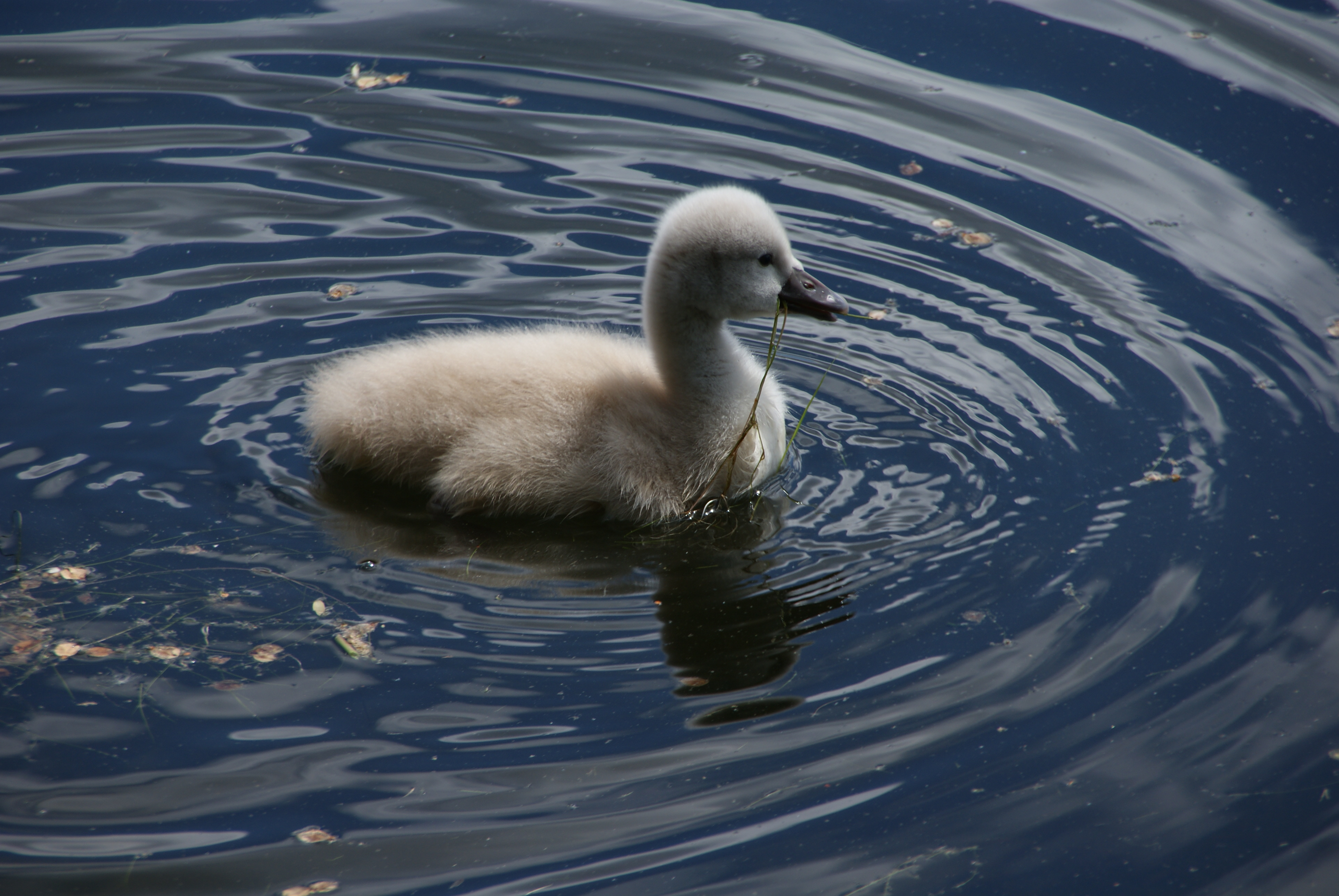
백조의 새끼.

기록에 따르면 켈트족은 새의 여신이 고니의 형상을 한다고 믿었다. 로마 시대의 율리우스 카이사르는 영국에 사는 부족이 기러기와 고니를 먹는 것을 '위법'으로 여기고 있다고 기록했다. 중세에 들어서는 고니를 먹을 수 있는 새로 여겼다. 지금은 몇몇 나라에서 보호종으로 지정하고 있다.
대한민국은 자생종인 고니, 큰고니, 혹고니를 천연기념물로 지정하여 보호하고 있다.
자생종이 아닌 개체의 경우는 국내에선 흑고니를 보유하고 있다.
과거에는 서울대공원의 경우 검은목고니, 나팔고니도 사육한 적이 있으나, 현재는 사라졌다.

## 고니를 모티브로 한 캐릭터
- 디지몬 시리즈 - 백조몬
- 원피스 - Mr.2봉쿠레
- 포켓몬스터 - 스완나